# ناحية مركزية (مقاطعة أبو موسى)
ناحية مركز مقاطعة أبو موسى (بالفارسية: بخش مرکزی شهرستان ابوموسی) هي ناحية في مقاطعة أبو موسى، محافظة هرمزغان، إيران. بلغ عدد سكانها حسب تعداد عام 2006 حوالي 1,705, نسمة يشكّلون 456 أسرة. في الناحية مدينة واحدة: أبوموسي.